# Trebor Scholz

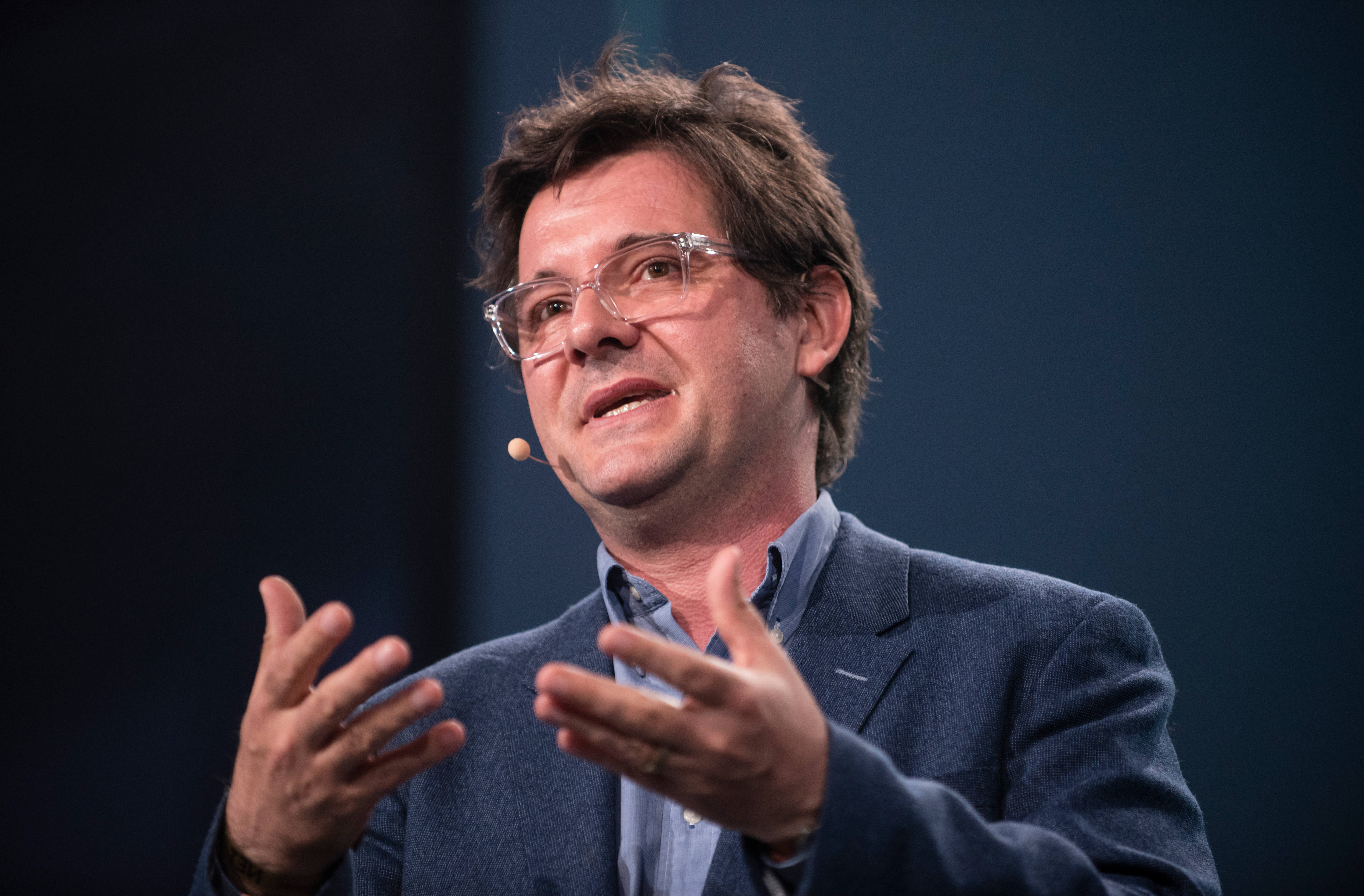
Trebor Scholz auf der re:publica 2016

Trebor Scholz (* 1969 in Ost-Berlin) ist ein US-amerikanischer Soziologe, Hochschullehrer und Forscher zur Gig-Economy und aktuellen Genossenschaftsmodellen im Sinne der Neuen Institutionenökonomik.

## Leben

### Jugend und Ausbildung
Trebor Scholz entstammt einer Arztfamilie und besuchte in der DDR eine Schule mit erweitertem Russischunterricht, wodurch er mehrfach Moskau besuchte. Anschließend wurde er zu den Grenztruppen eingezogen, wo er nach einer Stationierung in Wittenberg beim zentralen Kommando Grenze in Pätz, südlich von Berlin, diente. Am 26. Oktober 1989 endete Scholz' Wehrdienst.
Nach dem Mauerfall kam er mithilfe einer westlichen Nichtregierungsorganisation nach Frankreich und studierte zunächst in Aix-en-Provence. 1994 schloss er sein Studium an der Hochschule für Bildende Künste (HfBK) in Dresden ab und erlangte anschließend den Master of Fine Arts (MFA) an der Slade School of Art in London. 1997 zog er nach San Francisco und nahm 1998 am Whitney Museum Independent Studio Program in New York teil. Er promovierte an der University of Plymouth.

### Berufliche Tätigkeit
Neben diversen Ausstellungen in Museen und Universitäten weltweit, war Scholz zwischenzeitlich Research Fellow und Promovend an der Zürcher School of Art & Design (HGKZ). Lehraufträge führten ihn die University of Arizona und die Bauhaus-Universität Weimar, bevor er Assistenzprofessor an der SUNY Buffalo wurde. 2004 gründete er das Institute for Distributed Creativity.
Scholz ist seit Anfang 2009 Associate Professor für Kultur- und Medienwissenschaften an der New Yorker New School, ehemaliger Fellow des India China Institutes und Direktor des dortigen Institute for the Cooperative Digital Economy. Er ist Mitgründer und Mitglied des Platform Cooperativism Consortium (PCC).
2012 und 2013 war Scholz Visiting Fellow des Institute for Cultural Inquiry (ICI) in Berlin. 2020 und 2021 war er USC Berggruen Fellow. 2022 war Trebor Scholz Professor-in-Residence der Mondragón-Universität. Er ist Fellow der Open Society Foundations und Affiliate Faculty des Berkman Klein Centers for Internet & Society der Harvard University. Zudem ist er Mitglied des Beirats von Barcelona für technologische Souveränität.
Seit Januar 2025 ist Scholz Gastwissenschaftler der Arbeitsgruppe „Globalisierung, Arbeit und Produktion“ des Wissenschaftszentrums Berlin für Sozialforschung (WZB).
Scholz wohnte in Ost-Berlin, Paris, Weimar, London, San Francisco, Buffalo, Portland und Tucson. Er lebt in Brooklyn.

## Werk
Trebor Scholz' Forschung setzt sich intensiv mit den Geschäftsmodellen der Gig Economy, der Plattformökonomie und der Sharing Economy und den resultierenden ökonomischen Folgen für prekarisierte Beschäftigte und Nutzer auseinander. Als Forscher zu Plattformgenossenschaften aktualisiert er das Prinzip der Genossenschaften (u. a. ein Mitglied, eine Stimme) auf technologiegetriebene und distributive Geschäftsfelder als Demokratisierung der nach initialer Schöpfung oftmals wenig innovativen Unternehmen. Anknüpfende Forschungsfelder sind etwa Peer-Production, die Zukunft der Arbeit und das kooperative Internet. Hierzu betreibt er unter anderem Fallstudien von Unternehmen in Mitarbeiterbesitz.

## Auszeichnungen und Förderung
- 2024: Joyce Rothschild Book Prize (Rutgers University) für Own This
- Um 2012/2013: John D. & Catherine T. MacArthur Foundation Grant[2]
- 2001: International Internet Art Award[1]
- 2001: Artslink Grant[1]
- 1996: DAAD Grant[1]

### Einzelbeiträge
- On Labor and Cooperatives. In: Rafi Segal und Marisa Morán Jahn (Hrsg.): Design & Solidarity. Conversations on Collective Futures. Columbia University Press, New York/Chichester 2023, ISBN 978-0-231-20405-7, S. 69–86.
- A Portfolio of Platform Cooperativism, in Progress. In: Ökologisches Wirtschaften. 33 (4), 2019, S. 16–19. Online verfügbar
- Von der Sharing Economy zum Plattform-Kooperativismus. Impulspapier. Sozialdemokratische Partei Deutschlands, Berlin 2018. Online verfügbar (PDF)
- Plattform-Kooperativismus. Wie wir uns die Sharing Economy zurückholen können. In: Patrick Stary (Hrsg.): Manuskripte 18. Digitalisierung der Arbeit. Arbeit 4.0, Sharing Economy und Plattform-Kooperativismus. Rosa-Luxemburg-Stiftung, Berlin 2016. Online verfügbar

### Dossiers und Policy Paper
- mit Morshed Mannan, Jonas Pentzien und Hal Plotkin: Policies for Cooperative Ownership in the Digital Economy. Policy Recommendations To Support Cooperative Ownership in the Digital Economy. Platform Cooperativism Consortium/Berggruen Institute, 2021. Online verfügbar

### Monographien und Sammelbände
- Own This. How Platform Cooperatives Change the World. Verso Books, London / New York 2023, ISBN 9781839764554.
- Mit Nathan Schneider (Hrsg.): Ours to Hack and to Own: Platform Cooperativism. A New Vision for the Future of Work and a Fairer Internet. OR Books, New York / London 2016, ISBN 978-1-944869-33-5.
- Uber-Worked and Underpaid. How Workers Are Disrupting the Digital Economy. Polity, Cambridge 2016, ISBN 978-0-7456-5357-0.
- Als Hrsg.: Digital Labor: The Internet as Playground and Factory. Routledge, London 2013, ISBN 978-0-415-89695-5.
- Mit Laura Y. Liu: From Mobile Playgrounds to Sweatshop City. Situated Technologies Series. Architectural League, New York 2011, ISBN 978-0-9800994-6-1.
- Mit Geert Lovink (Hrsg.): The Art of Free Cooperation. Autonomedia, Williamsburg (Brooklyn) 2007, ISBN 978-1-57027-177-9.